# Evangelía Psárra
Evangelía Psárra (en grec moderne : Ευαγγελία Ψάρρα, né le 17 juin 1974 à Thessalonique en Grèce) est une archère grecque.

## Biographie
La meilleure performance d’Evangelía Psárra dans une compétition olympique a lieu lors des jeux d'Athènes de 2004 avec une 7e place en individuelle et une 5e en équipe.

## Palmarès
- Jeux olympiques
  - 41e place à l'individuel femme aux Jeux olympiques d'été de 2000 à Sydney.
  - 7e place à l'individuel femme aux Jeux olympiques d'été de 2004 à Athènes.
  - 5e place à l'équipe femme aux Jeux olympiques d'été de 2004 à Athènes.
  - 48e place à l'individuel femme aux Jeux olympiques d'été de 2008 à Pékin.
  - 33e place à l'individuel femme aux Jeux olympiques d'été de 2012 à Londres.
  - 33e place à l'individuel femme aux Jeux olympiques d'été de 2016 à Rio de Janeiro.
  - 44e place à l'individuel femme aux Jeux olympiques d'été de 2020 à Tokyo.

- Championnats du monde en salle[2]
  -  Médaille de bronze à l'épreuve individuelle femmes aux championnats du monde en salle 2003 à Nîmes.